# Nepenthes gymnamphora
Nepenthes gymnamphora Reinw. ex Nees, 1824 è una pianta carnivora della famiglia Nepenthaceae, endemica di Giava e Sumatra, dove cresce a 600–2800 m.

## Conservazione
La Lista rossa IUCN classifica Nepenthes gymnamphora come specie a rischio minimo (Least Concern).